# Komàritxi
Komàritxi (en rus: Комаричи) és un poble (un possiólok) de l'óblast de Briansk, a Rússia, segons el cens del 2021 tenia 7.325 habitants. És el centre administratiu del districte (raion) homònim.